# Пацалы
Пацалы (укр. Пацали) — село,
Постав-Муковский сельский совет,
Чернухинский район,
Полтавская область,
Украина.
Код КОАТУУ — 5325183805. Население по переписи 2001 года составляло 90 человек.

## Географическое положение
Село Пацалы находится на расстоянии в 0,5 км от села Галяво.
По селу протекает пересыхающий ручей с запрудой.
Рядом проходит автомобильная дорога Р-60.